# Épisulfure

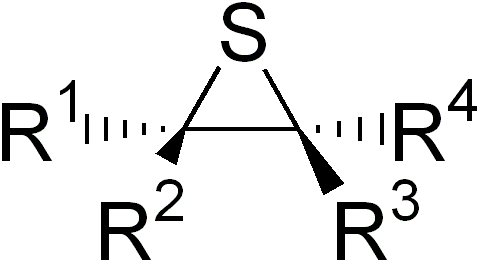
Structure générale d'un épisulfide

Les épisulfures sont une classe de composés organiques qui comportent un hétérocycle saturé constitué de deux atomes de carbone, et d'un atome de soufre. C'est l'équivalent sulfuré des époxydes ou des aziridines. 
L'épisulfure le plus simple est le thiirane.